# Bruno Rossi
Bruno Benedetto Rossi (13. dubna 1905 Benátky, Itálie – 21. listopadu 1993 Cambridge, Massachusetts, USA) byl italsko-americký experimentální fyzik. Významně přispěl k částicové fyzice a studiu kosmického záření. Účastnil se projektu Manhattan, kde kromě dalších přínosů vyvinul RaLa experiment, který byl zásadní pro fungování plutoniové verze atomové bomby.
Jako absolvent Boloňské univerzity se v roce 1927 začal zajímat o kosmické záření. Pro jejich studium vynalezl zdokonalený elektronický koincidenční obvod a odcestoval do Afriky, stát Eritrea (v té době italská kolonie), kde provedl experimenty, které ukázaly, že intenzita kosmického záření ze západu je výrazně větší než z východu.
V říjnu 1938 byl Rossi nucen emigrovat kvůli italským rasovým zákonům a přestěhoval se do Dánska, kde spolupracoval s nositelem Nobelovy ceny Nielsem Bohrem. Poté se přestěhoval do Spojeného království, kde pracoval s Patrickem Blackettem (který později, v roce 1948, rovněž získal Nobelovu cenu) na Manchesterské univerzitě. Nakonec odešel do USA, kde pracoval s Enricem Fermim na Chicagské univerzitě a později na Cornellově univerzitě. 
Během druhé světové války nejprve pracoval na radaru v MIT Radiation Laboratory. Později sehrál klíčovou roli v projektu Manhattan, když vedl skupinu v tajné laboratoři v Los Alamos, která prováděla zásadní RaLa experimenty. V roce 1943 získal americké občanství.
Po válce ho na MIT přijal americký fyzik Jerrold Zacharias. Zde Bruno Rossi pokračoval ve svém předválečném výzkumu kosmického záření. V šedesátých letech se stal průkopníkem rentgenové astronomie a fyziky kosmického plazmatu. Jeho přístroje na palubě družice Explorer 10 objevily magnetopauzu a inicioval družicové experimenty, které objevily Scorpius X-1, první zdroj rentgenového záření mimo Sluneční soustavu.

## Itálie

### Dětství a studia
Bruno Rossi se narodil v židovské rodině v italských Benátkách. Byl nejstarším ze tří synů Rina Rossiho a Liny Minerbi. Jeho otec byl elektroinženýr, který se podílel na elektrifikaci Benátek. Bruno Rossi byl do svých čtrnácti let vyučován doma, poté navštěvoval gymnázium a lyceum v Benátkách. Po zahájení univerzitních studií na Padovské univerzitě se věnoval pokročilým studiím na Boloňské univerzitě, kde v roce 1927 získal titul v oboru fyziky. Vedoucím jeho diplomové práce byl Quirino Majorana, který byl známým experimentátorem a strýcem dalšího fyzika Ettore Majorany.

### Florencie
V roce 1928 Rossi začal svou kariéru na Florentské univerzitě jako asistent Antonia Garbassa, který v roce 1920 založil univerzitní Fyzikální ústav. Antonio Garbasso byl sice jmenován fašistickou vládou Benita Mussoliniho a v té době byl též podestà Florencie, ale do ústavu přivedl skupinu vynikajících fyziků, mezi něž patřili Enrico Fermi a Franco Rasetti (předtím než se přestěhovali do Říma), a také Gilberto Bernardini, Enrico Persico a Giulio Racah. V roce 1929 získal doktorský titul Rossiho první postgraduální student Giuseppe Occhialini.
Při hledání neprozkoumaných oblastí výzkumu obrátil Bruno Rossi svou pozornost ke kosmickému záření, které objevil Victor Franz Hess při pilotovaných letech balonem v letech 1911 a 1912. V roce 1929 si Rossi přečetl článek Walthera Botheho a Wernera Kolhörstera, který popisoval jejich objev nabitých částic kosmického záření, které byly schopné proniknout více než 4 centimetry zlata. To bylo ohromující, protože do té doby známé nejpronikavější nabité částice (elektrony z radioaktivního rozpadu), dokázaly proniknout méně než milimetrovou vrstvou zlata.

### Rossiho koincidenční obvod
Německý fyzik Walther Bothe kolem roku 1924 objevil koincidenční detekční metodu částic, která umožňovala stanovit směr jejich pohybu a odhalit jejich případný současný vznik. Za „koincidenční metodu a objevy, které s ní učinil“ získal v roce 1954 Nobelovu cenu. Jeho implementace této metody však byla velmi těžkopádná. Několika týdnů poté, co si Bruno Rossi přečetl výše uvedený článek Botheho a Kolhörstera, navrhl zdokonalený elektronický koincidenční obvod, který využíval triodové elektronky.
Rossiho řešení má dvě hlavní výhody: nabízí velmi přesné časové rozlišení a dokáže detekovat koincidence mezi libovolným počtem zdrojů impulzů. Tyto vlastnosti umožňují identifikovat zajímavé události, které vytvářejí koincidenční impulsy v několika čítačích. Tyto vzácné události vyniknou i za přítomnosti vysokého počtu nesouvisejících impulsů na pozadí v jednotlivých čítačích. Tento obvod poskytl nejen základ pro elektronické přístroje v jaderné a částicové fyzice, ale také tím realizoval první elektronický obvod typu hradlo AND, který je základním a všudypřítomným prvkem moderní digitální elektroniky.
Mezitím  Walther Müller, žák Hanse Geigera pracoval na zdokonalení původního  Geigerova čítače ionizujícího záření z roku 1908. Vylepšená verze je nyní známá jako Geigerův–Müllerův čítač. Rossi potvrdil a rozšířil výsledky Walthera Botheho, který ho v létě 1930 pozval na návštěvu Berlína (na Physikalisch-Technische Bundesanstalt). Zde Rossi za finanční podpory Antonia Garbassa pracoval na dalším výzkumu kosmického záření. Studoval také výzkumy Carla Størmera. Tento norský matematik a astrofyzik se snažil o matematický popis trajektorií nabitých částic v magnetickém poli Země. Na základě těchto studií si uvědomil, že intenzita kosmického záření přicházejícího od východu se může lišit od intenzity záření přicházejícího ze západu. Z Berlína přivezl první práci, v níž naznačil, že pozorování tohoto efektu ve směru východ – západ může nejen potvrdit, že kosmické záření jsou nabité částice, ale také určit znaménko jejich náboje.

### Konference vŘímě
Na podzim roku 1931 uspořádali Enrico Fermi a Orso Mario Corbino v Římě mezinárodní konferenci o jaderné fyzice, kterou financovala Reale Accademia d'Italia (krátce existující Královská akademie Itálie). Fermi pozval Rossiho, aby přednesl úvodní přednášku o kosmickém záření. Na přednášce se setkal s dvěma americkými nositeli Nobelovy ceny (za rok 1923, resp. 1927), Robertem Millikanem a Arthurem Comptonem. Později Rossi napsal: Millikanovi se zjevně nelíbilo, že jeho milovanou teorii roztrhal na kusy pouhý mladík, a to natolik, že od té chvíle odmítal uznat mou existenci. Zpětně musím připustit, že jsem mohl být ve svém podání taktičtější. Compton, který se proslavil Comptonovým jevem (Compotonovým rozptylem), reagoval příznivěji a později Rossimu řekl, že ho přednáška motivovala k zahájení vlastního výzkumu kosmického záření.

### Rossiho křivka
Bezprostředně po konferenci v Římě provedl Rossi dva experimenty, které vedly k významnému pokroku v poznání kosmického záření. V obou případech se jednalo o trojnásobnou koincidenci pulzů ze tří Geigerových čítačů; v prvním případě však byly čítače srovnány v přímce a odděleny olověnými bloky, zatímco ve druhém byly umístěny v trojúhelníkovém uspořádání tak, že všechny tři nemohly být překonány jedinou částicí pohybující se po přímce. 
Výsledky prvního uspořádání prokázaly existenci částic kosmického záření schopných proniknout olověnou deskou o tloušťce jeden  metr. U druhé konfigurace výsledky experimentu ukázaly, že některé druhy kosmického záření reagují ve vrstvě olova a vytváří vícenásobné sekundární částice. Druhý experiment rozšířil tak, že  měřil míru trojnásobných koincidencí v závislosti na množství olova mezi čítači. Graf této rychlosti v závislosti na tloušťce olova vešel ve známost jako Rossiho křivka. Ta ukázala nejprve rychlý nárůst s rostoucí vrstvou olova a následný pomalý pokles.
Tyto experimenty ukázaly, že přízemní kosmické záření se skládá ze dvou odlišných složek: „měkké“ složky, která je schopna vytvářet vícenásobné sekundární částice, a „tvrdé“ složky, která je schopna procházet silnou vrstvou olova. V té době fyzikální podstata obou složek kosmického záření byla ještě záhadou. Přestože soubor poznatků o jaderné a částicové fyzice na začátku 30. let rychle rostl, ještě chyběla ucelená představa, která by vysvětlila i podstatu těchto jevů.
Koncem roku 1931 Rossi zařídil, aby jeho postgraduální student Giuseppe Occhialini mohl pracovat v Cavendishově laboratoři na Univerzitě v Cambridgi pod vedením Patricka Blacketta.  S pomocí nové techniky elektronické koincidence Occhialini pomohl Blackettovi vyvinout první čítačem řízenou mlžnou komoru, s jejíž pomocí potvrdili čerstvý objev pozitronu (antielektronu), který v roce 1932 učinil Carl David Anderson a odvodili, že kladné elektrony vznikají ve spojení se zápornými párovou produkcí. V některých případech bylo pozorováno až 23 kladných a záporných elektronů, což zjevně souviselo se sprškami Rossiho měkké složky kosmického záření.

### Padua a svatba
V roce 1932 Rossi vyhrál konkurz a byl jmenován profesorem experimentální fyziky na univerzitě v Padově. Brzy po svém příchodu ho rektor požádal, aby dohlédl na návrh a výstavbu nového padovského fyzikálního ústavu.  Ačkoli tento úkol odváděl jeho pozornost od výzkumu a výuky, ochotně mu vyhověl a ústav byl otevřen v roce 1937.
V roce 1937 se Rossi seznámil s Norou Lombrosovou, , která byla dcerou Ugo Lombrosa (profesor fyziologie na Palermské univerzitě) a Silvie Fortiovou.  Její dědeček byl známý lékař, biolog a kriminolog Cesare Lombroso a její dvě tety, Gina Lombroso a Paola Lombroso Carrara, byly známé italské spisovatelky a pedagožky.  V dubnu 1938 se Bruno a Nora vzali a založili si v Padově společnou domácnost.

### Efekt „východ – západ“
I přes práci na budování nového fyzikálního ústavu se mu v roce 1933 podařilo dokončit experiment pro ověření jeho myšlenky z roku 1930 o tzv. efektu „východ – západ“. Protože tento jev je výraznější v blízkosti rovníku, zorganizoval expedici do Asmary, hlavního města státu Eritrea, který tehdy byl italskou kolonií. Asmara ležela na 15° severní šířky. Se Sergiem De Benedettim, zřídil „teleskop kosmického záření“, který se skládal ze dvou oddělených Geigerův–Müllerůvých čítač v koincidenci, jejichž osu maximální citlivosti bylo možné nasměrovat libovolným směrem. Brzy se ukázalo, že intenzita kosmického záření ze západu je výrazně větší než z východu.  To znamenalo, že příliv kladných částic byl větší než záporných. Šlo o překvapivý výsledek, protože většina badatelů se předtím domnívala, že převažovat budou záporné elektrony.
Těsně před odjezdem zpět obdržel zprávu o dvou podobných pozorováních, která byla publikována v časopise Physical Review.  Autorem prvního článku byl Thomas H. Johnson, a druhého Arthur Compton a jeho student Luis Alvarez, kteří pozorování uskutečnili v Mexico City na 19° severní šířky. Rossi byl zklamán, že experimentální ověření jeho myšlenky z roku 1930 provedli jiní, ale své výsledky publikoval ihned po návratu do Padovy. Později si Alvarez a Rossi spolu s Frederickem C. Chromeyem nechali patentovat své „Vertikální určovací zařízení“.

## Emigrace
Bruno Rossi se vyhýbal politice, ale někteří jeho spolupracovníci byli aktivními odpůrci fašismu a později účastníky italského hnutí odporu.  Vzhledem k tomu, ale především pro židovský původ se obával vlivu Německa a zjevného nárůstu antisemitismu. Nakonec byl Rossi v důsledku italských protižidovských zákonů v září 1938 odvolán z profesorského místa.

### Kodaň
Bruno Rossi s manželkou odjeli 12. října 1938 do Kodaně, kam ho pozval dánský fyzik Niels Bohr, který usnadnil Rossimu hledání jistějšího místa tím, že financoval konferenci, které se zúčastnili přední fyzikové. Doufal, že některý z nich mu nabídne práci a skutečně brzy obdržel pozvání na Manchesterskou univerzitu, kde Patrick Blackett budoval významné centrum výzkumu kosmického záření. Po příjemných dvou měsících strávených v Dánsku dorazili Rossi a jeho manželka Nora do Manchesteru.

### Manchesterská univerzita
Pobyt Bruna Rossiho v Manchesteru byl krátký, ale produktivní.  V této době již bylo k dispozici dostatek poznatků o měkké složce kosmického záření. V roce 1934 publikovali Hans Bethe a Walter Heitler kvantitativní popis nejen tvorby párů elektron-pozitron energetickými fotony, ale také brzdné záření . V Manchesteru Rossi spolupracoval s Ludwigem Jánossym na experimentu, který prokázal správnost Betheho-Heitlerovy teorie druhého procesu, která dosud nebyla plně potvrzena. Tento experiment také zavedl techniku elektronické antikoincidence, která se stala nedílnou součástí přístrojů pro detekci a analýzu energetických částic.
Mezitím pozorování v mlžené komoře objasnila také povahu tvrdé složky. V roce 1936 Carl David Anderson a jeho student Seth Neddermeyer objevili částice kosmického záření s hmotností mezi elektronem a protonem, které Anderson původně nazval „mezotrony“.  Později se mezotron stal známým jako mí mezon", a ještě později byl přejmenován na mion (protože podle moderní částicové fyziky nepatří mezi mezony). Těsně před kodaňskou konferencí Patrick Blackett navrhl, že pozorované změny intenzity kosmického záření v závislosti na teplotě atmosféry by mohly být známkou toho, že mezotrony (miony) jsou nestabilní, a vedl na toto téma intenzivní diskuse s Rossim.

### Chicagská univerzita
Po obsazení zbytku Československa Hitlerem v březnu 1939 byla válka v Evropě na spadnutí. Patrick Blackett a další radili Rossimu, aby opustil Spojené království.  Napsal proto Arthurovi Comptonovi, který ho pozval na letní sympozium do Chicaga, a naznačil mu, že by se pro něj mohlo uvolnit místo na Chicagské univerzitě. V červnu 1939 Rossi s manželkou odpluli do New Yorku, kde je přivítali Enrico Fermi se svou ženou, kteří rovněž opustili Itálii kvůli rasovým zákonům. Po krátkém setkání s Fermiovými mu Hans Bethe nabídl odvoz do Chicaga.
Ještě v Evropě se Bruno Rossi rozhodl, že je nutné provést experimenty, které potvrdí rozpad mezotronu (mionu). V Chicagu proto společně Arthurem Comptonem začali experimenty plánovat. Jelikož intenzita tvrdé složky kosmického záření roste s nadmořskou výškou (řidším vzduchem), Compton navrhl využít výzkumné středisko na Mount Blue Sky (dříve Mount Evans) v Coloradu, kde na začátku 30. let pracoval. Samotná hora je vysoká 4348 metrů a až k výzkumnému středisku do výšky 4310 metrů vedla nejvýše položená zpevněná silnice v Severní Americe.  Vyzval Rossiho, aby zahájil sérii pokusů ještě toto léto, než silnici zatarasí sníh.
Další léto se na Mount Evans do Colorada vrátil a provedl další experimenty v Echo Lake Park ve výšce 3230 metrů. S využitím antikoincidenčních technik získal zásadní poznatky, které publikoval společně s Davidem B. Hallem. Tyto výsledky a výsledky z předchozího roku nejenže jako první definitivně ukázaly, že mezotrony (miony) jsou nestabilní částice, ale také jako první experimentálně potvrdily dilataci času, která byla předpovězena jako jeden z důsledků teorie relativity. Právě dilatace času velmi rychlých mionů vznikajících ve svrchní vrstvě atmosféry jim umožní dosáhnout zemského povrchu (jinak by se drtivá většina rozpadla na mnohem kratší dráze).

### Cornellova univerzita
V Chicagu nebylo Rossiho místo výzkumného pracovníka trvalé a Compton mu nedokázal zajistit lepší (stabilnější). Když vedl seminář na Cornellově univerzitě, shodou okolností se zde v důsledku úmrtí uvolnilo místo na katedře fyziky.  Poté, co Hans Bethe navrhl, aby byl Rossi na toto místo pozván, byl na Cornellu jmenován docentem.  Na podzim 1940, po návratu z Colorada do Chicaga, Rossi odjel do Ithacy, sídla univerzity.
Na Cornellu se Rossi seznámil se svým prvním americkým postgraduálním studentem Kennethem Greisenem. Společně napsali článek „Cosmic-Ray Theory“ (Teorie kosmického záření), který byl publikován v časopise Reviews of Modern Physics‚a mezi badateli v oblasti kosmického záření se brzy stal známým jako „Bible“.  V létě 1941 Greisen a fyzikové z University of Denver a University of Colorado at Boulder doprovázeli Rossiho na Mount Evans, kde upřesnili poznatek o úměrnosti mezi hybností mezotronu (mionu) a dobou života před rozpadem.  Greisen a Rossi také provedli experimenty, které ukázaly, že ne všechny částice měkké složky mohou být produkovány mezotrony tvrdé složky. Interpretovali to jako důkaz existence primárních elektronů nebo fotonů, ale později se ukázalo, že přebytek měkké složky vzniká z rozpadu pionů.
Po expedici do Colorada v roce 1941 Rossi usoudil, že otázka rozpadu mezotronů (mionů) byla zodpovězena. Nebyl však spokojen s přesností stanovení času rozpadu, protože dosavadní odhady závisely na hmotnosti mezotronu, která nebyla přesně známa.  Na pomoc získal postgraduálního studenta Norrise Neresona a navrhl novou aparaturu, ve které byl poprvé použit „Time-to-digital-converter“ (časově digitální převodník), což byl další Rossiho příspěvek k elektronickým přístrojům experimentální fyziky.  Střední dobu života mionu byla stanovena na 2,3±0,2 mikrosekundy, která byla později upřesněna na 2,15±0,07 mikrosekundy. Po válce Rossi zjistil, že jeho italští kolegové Marcello Conversi a Oreste Piccioni provedli velmi podobné experimenty jako on a naměřili dobu života shodnou s jeho výsledkem.
Když se Rossi ohlížel za tím, co nazval „věkem nevinnosti“, napsal: Jak je možné, že výsledků týkajících se základních problémů fyziky elementárních částic bylo možné dosáhnout pomocí téměř dětsky jednoduchých experimentů, které stály jen několik tisíc dolarů a vyžadovaly pouze pomoc jednoho nebo dvou postgraduálních studentů?

### Spolupráce na radaru
Po dokončení experimentů s kosmickým zářením a vstupu USA do války po útoku na Pearl Harbor se Rossi zaměřil na to, jak jeho znalosti experimentálního fyzika mohou být využity pro válečné účely. Nejprve, v roce 1942 dojížděl z Ithacy do Cambridge ve státě Massachusetts, kde se stal se konzultantem pro vývoj radaru v Radiation Laboratory na Massachusetts Institute of Technology. Zde spolu s Kennethem Greisenem (jeho postgraduálním studentem na Cornellu) vynalezl „obvod pro sledování dosahu“ (range tracking circuit), který byl po válce patentován.

## Los Alamos
Po rozpačitém začátku se koncem roku 1942 a v roce 1943 projekt Manhattan rozběhl naplno. Leslie Groves, který předtím dokázal vyřešit problémy s váznoucí výstavbou Pentagonu, byl 23. září 1942 jmenován generálem a ujal se řízení celého přísně tajného projektu vývoje atomové bomby. Výroba štěpného materiálu a další nezbytné činnosti probíhaly na mnoha místech, ale Groves chtěl soustředit špičkové vědce a techniky do ústředního laboratoře v izolovaném místě, kde by vůbec nepřišli do kontaktu s běžnou populací a současně dostatečně daleko od hranic. 
Postupně bylo navrženo několik míst, ale žádné po prozkoumání plně nevyhovovalo. Robert Oppenheimer trávil v mládí během prázdnin hodně času v Novém Mexiku a podnikal zde několikadenní výpravy na koních do odlehlých oblastí. Navrhl proto Los Alamos, místo kde ani nebyla stála osada, jen malá rančerská škola (Los Alamos Ranch School). Vedla sem špatná přístupová cesta a inženýři měli obavy, zda zdejší zdroje vody budou stačit pro tolik lidí. Jinak ale místo bylo téměř ideální, mimo jiné proto, že poloha na izolované náhorní plošině umožňovala snadno sledovat veškeré příjezdy.
Robert Oppenheimer byl jmenován šéfem této tajné laboratoře a fakticky podléhal jen přímo Grovesovi. Jedním z prvních vědců, kterého pozval do Los Alamos byl německý fyzik Hans Bethe a ten navrhl další vědce, mezi nimi v červenci 1943 také Bruno Rossiho, o pár týdnů později přijela i jeho manželka Nora a tehdy tříletá dcera Florence. Robert Oppenheimer, požádal Rossiho o vytvoření skupiny, která by vyvinula diagnostické přístroje potřebné při vývoji atomové bomby.
Rossi si brzy uvědomil, že již existuje skupina s podobným posláním, kterou vede švýcarský fyzik Hans H. Staub. Oba se rozhodli spojit své úsilí do jediné „detektorové skupiny“.  Pomáhalo jim přibližně dvacet mladých vědců, mezi nim Matthew Sands (přezdívaný „elektronický kouzelník“, který později u Rossiho získal doktorát) a David B. Nicodemus, kterého Staub přivedl z Stanfordovy univerzity, a který byl odborníkem na částicové detektory.

### Rychlá ionizační komora
Vývoj atomové bomby vyžadoval mimo jiné velké detektory ionizujícího záření, schopné reagovat na rychlé změny intenzity záření. Ionizační komory se ve fyzice používaly již dlouho, ale na změny reagovaly příliš pomalu. Rossi spolu s Jamesem S. Allenem objevili směsi plynů s vysokou pohyblivostí elektronů a nízkou ionizací záchytem elektronů. Na základě těchto výzkumů Allen a Rossi vynalezli „rychlou ionizační komoru“, kterou si po válce nechali patentovat. Byla klíčovým faktorem úspěchu projektu Manhattan a začala se široce používat v poválečném výzkumu částicové fyziky.

### RaLa Experiment

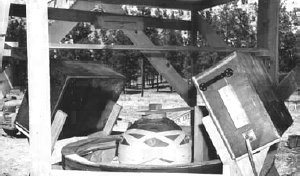
Nastavení pro RaLa experiment číslo 78 v Bayo Canyon Site

. V dubnu 1944 došlo v projektu Manhattan k velké krizi, když skupina, kterou vedl další italský fyzik Emilio Gino Segrè zjistila, že plutonium vyrobené z neobohaceného uranu v v Hanford Site (krycí název „Site W“) nebude fungovat v dosud vyvíjeném, konstrukčně jednoduchém typu bomby, který dostal přezdívku „Thin Man“ (doslova „Hubený muž“).  
V roce 1944 reaktor B, první produkční reaktor v Hanford Site, začal dodávat dosud nevídaná množství plutonia (a během několika měsíců byly spuštěny stejné reaktory D a F). Bylo ale zjištěno, že produkt z těchto reaktorů vedle plutonia-239 obsahuje také mnohem více izotopu plutonia-240 než měly předchozí mikrogramové laboratorní vzorky. V důsledku toho spontánní štěpení probíhálo daleko rychleji a dosud navrhovanou konstrukci bomby nešlo pro plutonium použít (typ „Thin Man“ byl ale využit pro uranovou verzi bomby, která byla svržena na Hirošimu). 
V reakci na to Robert Oppenheimer zcela přeorganizoval laboratoř a zaměřil se na vývoj zcela odlišné a mnohem složitější konstrukce bomby implozivního typu (s přezdívkou „Fat Man“, doslova „Tlustý muž“), ve které je plutonium extrémně rychle stlačeno do malé koule, čím je spuštěna neřízená řetězová reakce. Imploze však musela být při velké rychlosti také velmi rovnoměrná ze všech směrů, což se ukázalo jako velký problém a bylo nutné provést mnoho různých zkoušek, než se podařilo dosáhnout přijatelného výsledku v rovnoměrnosti stlačení – a právě tyto zkoušky byly prováděny v rámci RaLa experimentu.
Základní koncepci experimentu navrhl americký fyzik Robert Serber. Do prakticky proveditelné podoby ho později vyvinul tým vedený právě Brunom Rossim, který v něm mimo jiné využil výše popsané rychlé ionizační komory. Název „RaLa experiment“ je  zkratkou z „Radioactive Lanthanum“, což byl základní prvek použitý v experimentech. K pochopení a překonání problémů imploze bylo nutné provést i další testy, ale jak později napsal David Hawkins (historik laboratoře v Los Alamos): „RaLa se stal nejdůležitějším jednotlivým experimentem, který ovlivnil konečný návrh konstrukce bomby.

### Test Trinity
Zatímco u konstrukčně mnohem jednodušší uranové verze bomby panovala značná jistota o jejím fungování, podstatně složitější plutoniová verze vyžadovala zkoušku (přes všechny výše uvedené dílčí experimenty). K tomu došlo 16. července 1945 pod krycím označením Trinity, na střelnici blízko Alamogordo v Novém Mexiku (současný název White Sands Missile Range). 
Výhodou komplikovanější plutoniové verze bomby naopak bylo, že po překonání „dětských nemocí“, reaktory B, D a F v Hanford Site produkovaly tolik plutonia, že do podzimu 1945 ho bylo dostatek na několik bomb, zatímco uranová bomba svržená na Hirošimu spotřebovala skoro všechen uran 235 (přestože také tři obří komplexy na obohacování uranu v Oak Ridge pracovaly naplno).
Na místě testu byly instalovány různé přístroje. Tým pod vedením Berlyna Brixnera vše filmoval s využitím 50 vysokorychlostních (černobílých) kamer na různých místech. Jack Aeby (na rozdíl Brixnera nebyl oficiálním fotografem projektu) pak pořídil jedinou dobře exponovanou barevnou fotografii výbuchu (záření silně poškozovalo tehdy vyráběné barevné filmy a tak pokusy jiných fotografů nebyly kvalitní).
Úkolem Bruna Rossiho bylo navrhnout přístroje pro záznam gama záření během výbuchu. Očekávalo se, že gama záblesk potrvá přibližně 10 nanosekund. To bylo v roce 1945 na hranici nebo téměř za hranicí možností tehdejší techniky, ale Rossi navrhl a postavil velkou a hlavně dostatečně rychlou válcovou ionizační komoru.
Prototyp velmi rychlého osciloskopu dodaly laboratoře DuMont. Rossi osciloskop nainstaloval do podzemního bunkru několik set metrů od místa výbuchu, kde byla jeho obrazovka vyfotografována. Aby signál od ionizační komory přivedl k osciloskopu, vymyslel naddimenzovaný koaxiální kabel, průměr jeho vnitřního vodiče se směrem k osciloskopu zmenšoval. Tato konfigurace natolik zvýšila kvalitu signálu do osciloskopu, že ho nebylo třeba zesilovat.  Aby Rossi toto překvapivé chování navrženého kabelu ověřil, konzultoval ho s harvardským profesorem Edwardem Millsem Purcellem.
Několik dní po testu přišli Bruno Rossi a Enrico Fermi do temné komory a než nově vyvolaný film uschnul, byli schopni vypočítat počáteční rychlost růstu jaderné aktivity, což byla zásadní informace pro budoucí vývoj atomových zbraní. Ze tří pokusů o měření této rychlosti v testu Trinity byly Rossiho přístroje jediné, které byly plně úspěšné.

## Po válce: MIT
Po úspěchu projektu Manhattan a po skončení války vstoupila MIT do nové éry tzv. „velké vědy“, financované (převážně) americkou vládou. Šéfem celého výzkumy MIT v oblasti jaderné fyziky (Laboratory for Nuclear Science) stanul Jerrold R. Zacharias, který ještě koncem války odjel do Los Alamos a získal Victora Weisskopfa a Bruna Rossiho jako profesory MIT. Rossi odešel z Los Alamos na MIT do Cambridge 6. února 1946.
V rámci nové laboratoře na MIT ho Zacharias pověřil vytvořením výzkumné skupiny pro kosmické záření. Na pomoc získal čtyři mladé vědce, kteří v Los Alamos působili jako doktorandi: Herbert S. Bridge, Matthew Sands, Robert Thompson a Robert Williams. Další dva přišli z Radiační laboratoře MIT: John Tinlot a Robert Hulsizer. Všech šest bylo zkušenějších než běžní postgraduální studenti, protože měli za sebou několik let válečného výzkumu. Proto jim bylo vypláceno stipendium podobné stipendiu postdoktorandů, které financoval Office of Naval Research (Úřad pro námořní výzkum) a které jim umožnilo během postgraduálního studia živit rodiny.
Jak Rossi později vzpomínal, byla to zásadní změna i pro něj. Zatímco před válkou si sám určil, čím se bude zabývat, sestrojil přístroje, dopravil je na potřebné místo, provedl měření a analyzoval výsledky. Vše maximálně za pomoci pár studentů. Nyní měl na starosti celou skupinu a záleželo na práci skupiny. Jeho úkolem bylo vytipovat nejslibnější výzkumné programy z těch, které byly v našem dosahu, pomáhat tam, kde bylo třeba pomoci při plánování přístrojového vybavení nebo při vyhodnocování výsledků experimentů, a to vše bez toho, abych odrazoval individuální iniciativu výzkumníků.

### Elementární částice
Rossi v nové roli vedoucího většího týmu obstál velmi dobře. S objevem pionu v roce 1947 se hledání nových elementárních částic stalo oblíbeným tématem výzkumu. Rossiho skupina se zaměřila na využití mlžných komor pro zkoumání vlastností spalační (tříštivé) reakce a také na zkoumání nových elementárních částic. Využili přitom mimo jiné nové velké obdélníkové mlžné komory v lokalitě Echo Lake (tedy tam, kde Rossi prováděl své výzkumy již krátce po příjezdu do USA). Výsledkem těchto výzkumů byly disertační práce několika jeho studentů a četné publikované články.
Je možné uvést např. počátkem roku 1953 publikované výsledky komplexního studia elementárních částic v mlžné komoře, která se zaměřila na tzv. kaony (K mesony). Na studii se podíleli Bruno Rossi, Herbert S. Bridge, Richarde Safford a Charles Peyrou. Posledně jmenovaný vědec byl hostem z francouzské École Polytechnique, kde v roce 1947 získal přesnou hodnotu hmotnosti mionu.

### Konference vBagnères-de-Bigorre
Horečný „hon“ za novými částicemi po objevu pionu způsobil, že výzkumné týmy z celého světa do roku 1952 objevily a popsaly nepřehlednou „zoologickou zahradu“ různorodých elementárních částic s různými hmotnostmi, schématy rozpadu, nomenklaturou a také různou spolehlivostí identifikace. Pro vypořádání se s touto složitou situací uspořádali Patrick Maynard Stuart Blackett a Louis Leprince-Ringuet v roce 1953 v malém francouzském lázeňském městě Bagnères-de-Bigorre Mezinárodní konferenci o kosmickém záření.
Podle amerického jaderného fyzika a nositele Nobelovy ceny za rok 1980 Jamese Watsona Cronina lze tuto konferenci zařadit svým významem do trojice nejdůležitějších konferencí oboru, mezi dvě další slavné konference, kterými jsou Pátá solvayská konference v roce 1927 v Belgii (která se zabývala především tehdy novou kvantovou fyzikou) a Shelter Island konference (která se konala krátce po válce na ostrově Shelter v New Yorku).
Louis Leprince-Ringuet požádal Rossiho, aby shrnul nové informace prezentované na konferenci a navrhl také nomenklaturu pro nové částice. V reakci na druhý úkol Rossi před konferencí rozeslal návrh, aby částice s hmotností menší než neutron byly označovány malými písmeny řecké abecedy a částice s větší hmotností velkými písmeny řecké abecedy. Ve své přednášce 11. července 1953 oznámil, že výsledky konference, které sestavil s pomocí dalších fyziků, jsou v souladu s tímto schématem, které se později běžně používalo.
Louis Leprince-Ringuet ve své závěrečné řeči mimo jiné uvedl: „V budoucnu musíme používat urychlovače částic“. Toto tvrzení se setkalo se všeobecným přijetím, které bylo podpořené také tím, že v té době již byl v provozu urychlovač v Brookhaven National Laboratory nedaleko New Yorku. I na základě toho Rossiho skupina začala ukončovat své experimenty v mlžné komoře. Přesto v roce 1954 Herbert S. Bridge, Hans Courant, Herbert DeStaebler Jr. a Bruno Rossi oznámili neobvyklou událost, při níž se částice rozpadla na tři fotony, jejichž energie byly v součtu větší než klidová energie protonu. To je znakem anihilace antiprotonu. V následujícím roce pak skupina vedená Owenem Chamberlainem a Emiliem Segrè detekovala antiprotony, za což jim byla v roce 1960 udělena Nobelova cena za fyziku.

### Astrofyzikální důsledky
Ještě před konferencí v Bagnères-de-Bigorre již Rossi zaměřil svou pozornost na astrofyzikální důsledky kosmického záření, zejména rozsáhlých vzdušných spršek. Již na počátku 30. let Rossi svými experimenty v Africe (Eritrea) ověřil, že tyto jevy existují. Později se jejich studiem intenzivně zabývali Pierre Victor Auger, a Williams. Na počátku 50. let nově vyvinuté extrémně rychlé scintilační detektory (čítače) nabídly nový způsob studia těchto jevů. Rossi k tomu přizval svého studenta George W. Clarka, který v roce 1952 získal doktorát, a Piera Bassiho, který byl hostem z Padovské univerzity. Tři nové detektory byly v zimě 1952/53 umístěny na střechu budovy fyziky MIT.

### Experimenty na observatoři
Na základě toho zahájila Rossiho skupina rozsáhlý experiment, který umožnil měřit primární energie i směry příletu.  Na tomto úsilí se podíleli: George Clark, William Kraushaar, John Linsley, James Earl a Frank Scherb.  Kraushaar přišel na MIT z Cornellu v roce 1949 poté, co získal doktorát u Kennetha Greisena.  S podporou profesora a astrofyzika Donalda Howarda Menzela, který byl ředitelem Harvard College Observatory, Rossiho skupina rozmístila patnáct kapalných scintilačních detektorů o celkové ploše metr čtvereční na zalesněném pozemku observatoře Oak Ridge, která je známá také jako Agassiz Station. Proto se v anglické literatuře často používá označení „Agassiz experiment“. Signály byly přivedeny po kabelech do patnácti osciloskopů a fotograficky zaznamenány.
Bohužel krátce po zahájení experimentu blesk zapálil hořlavou kapalinu jednoho z detektorů. Místní hasiči naštěstí vzniklý požár rychle uhasili, než se rozšířil na blízké stromy. Ale protože stromy hrály zásadní roli při potlačování atmosférického proudění, které by znehodnocovalo pozorování na observatoři, vedly sousední univerzity (Harvard a MIT) napjatá jednání, dokud nebyl nainstalován důmyslný systém protipožární ochrany a experiment mohl pokračovat.  Aby zcela eliminovali hrozbu požáru, vytvořili později Clark, Frank Scherb a William B. Smith „továrnu“, která vyráběla nehořlavé plastové scintilační disky, jejichž tloušťka byla 10 cm a průměr přibližně jeden metr.
Po přechodu na nehořlavý plast koncem jara 1956 probíhal experiment již nepřetržitě. Jeho výsledky byly zveřejněny v prestižních časopisech Nature a Physical Review. Mimo jiné bylo změřeno, že tyto částice přilétají prakticky ve stejném počtu ze všech směrů a byly pozorovány také částice s energií blízkou 1019 elektronvoltů.
Když se experiment na Agassiz Station chýlil ke konci, skupina si uvědomila, že k potvrzení důležitého závěru, že směry jsou téměř izotropní, je zapotřebí provést pozorování také v blízkosti rovníku a na jižní polokouli.  Clark proto ve spolupráci s Vikramem Sarabhaiem provedl menší experiment v Kodaikanal v Indii na 10° severní šířky, který potvrdil téměř izotropii. Později, na návrh Ismaela Escobara, bylo zařízení přemístěno do města El Alto v Bolívii, které leží ještě výše než sousední La Paz, a to ve výšce 4200 metrů na náhorní plošině Altiplano a na 16° jižní šířky. Ani zde Clark, Escobar a Juan Hersil nezjistili žádné anizotropie, nicméně zjistili odlišnosti ve struktuře oproti pozorováním na úrovni moře.

### Experiment Volcano Ranch
Maximální energie částice zaznamenaná v Agassiz experimentu se blížila 1019 elektronvoltů, bylo rozhodnuto, že k detekci spršek těchto vysokých energií je zapotřebí postavit detektorové pole velmi velkých rozměrů. John Linsley souhlasil, že převezme odpovědnost za vybudování takového pole. Linsey na MIT přišel v roce 1954 z University of Minnesota, kde získal doktorát pod vedením Edwarda P. Neye. Brzy se k němu připojil Livio Scarsi, kterého Rossi získal z Occhialiniho skupiny na Milánské univerzitě.
Protože v okolí MIT ani v širším okolí Bostonu nebyl k dispozici dostatečně velký volný pozemek, byla soustava detektorů postavena na polopouštním pozemku známém jako „Volcano Ranch“, asi 25 km západně od Albuquerque v Novém Mexiku v nadmořské výšce 1770 metrů.  V letech 1957 a 1958 Linsley a Scarsi rozmístili 19 scintilačních detektorů, které používaly fluorescenční plastové disky podobné těm z předchozím experimentů, ale s tím rozdílem, že každý obsahoval čtyři disky a čtyři fotonásobiče. Plocha pole zpočátku byla přibližně 2,5 kilometru čtverečních, ale v roce 1960, poté, co se Scarsi vrátil do Milána, Linsley rozprostřel detektory až na plochu přibližně 10 kilometrů čtverečních.
Výsledky experimentu Volcano Ranch ukázaly, že s energií v rozsahu od 1017 do 1018 elektronvoltů intenzita kosmického záření plynule klesá  a také zde platí, že primární záření v tomto rozsahu přichází izotropně. Zvláště významná byla detekce jediné částice o energii 1020 elektronvoltů. Částice o takto vysokých energiích mohou pocházet pouze z galaktického hala nebo dokonce vznikly za hranicemi galaxie (jsou extragalaktické). Jejich existence není v souladu s teorií, která je nazývána Greisen-Zatsepin-Kuzmin limit.

### Výzkum kosmického plazmatu
Když Sovětský svaz 4. října 1957 úspěšně vypustil  první družici Země, Sputnik 1, nastala v americké veřejnosti téměř vlna hysterie. Ta ještě zesílila poté, když 3. listopadu následoval mnohem těžší (přes 500 kg) Sputnik 2, který navíc na palubě měl psa Lajku. Naproti tomu USA se ani do konce roku 1957 nepodařilo vypustit byť jen miniaturní (1,46 kg) družici Vanguard (nosná raketa se 6. prosince 1957 zhroutila v plamenech na startovací rampě).
V reakci na tuto krizi kolem Sputniku (anglicky Sputnik crisis), vláda zvýšila financování National Science Foundation a v roce 1958 vytvořila NASA a DARPA (do roku 1972 jen ARPA). 4. června 1958 (dva dny po založení NASA) se Detlev Bronk (předseda National Academy of Sciences, sešel s vedoucími těchto institucí, aby vytvořili nový poradní orgán, Space Science Board, která měl podporovat rozšíření vesmírného výzkumu a zajistit, aby byl kladen náležitý důraz na financování základní vědy.

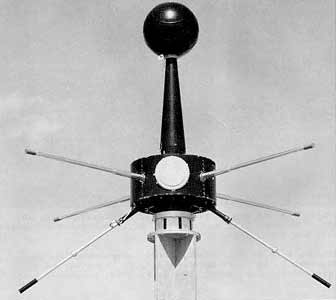
Družice Explorer 10. Bílá kruhová čepička zakrývá otvor Faradayova poháru.

První zasedání se uskutečnilo 27. června 1958. Pouze čtyři členové se již zabývali kosmickým výzkumem:  Bruno Rossi, astronom Leo Goldberg, fyzik John Alexander Simpson a další fyzik James Van Allen. Rossi vytvořil podvýbor, jehož členy byli astrofyzik Thomas Gold, fyzik Philip Morrison a biolog Salvador Luria, kteří se shodli, že by bylo žádoucí zkoumat plazmu v meziplanetárním prostoru. Rossi se proto rozhodl zaměřit úsilí skupiny na její studium.
Bruno Rossi společně s s Herbertem Bridgem  navrhli a vyzkoušeli zařízení, které bylo založeno na klasickém Faradayově poháru. Aby se však zlepšila odezva přístroje na kladně nabité protony a naopak potlačila odezva na fotoelektrický jev produkovaný slunečním zářením, byly uvnitř rozmístěny čtyři mřížky.  Klíčovou novinkou bylo modulační napětí přivedené na jednu z mřížek, které převádělo signál na střídavý proud, úměrný toku protonů a neovlivněný fotoelektrony.
Po intenzivním lobbování u Homera Newella, náměstka ředitele NASA pro vesmírné lety, se podařilo přístroj umístit do družice Explorer 10, Nevyhlášeným cílem bylo zasáhnout Měsíc, ale po startu 25. března 1961 se družice dostala jen na velmi protáhlou oběžnou dráhu kolem Země, jejíž apogeum bylo asi 70 procent vzdálenosti od Měsíce, což bylo od původního záměru značně daleko.
Nicméně během 52 hodin (než se vybila baterie), Rossiho skupina zjistila, že v okolí Země se nachází dvě značně odlišné oblasti. V blízkosti Země se nacházelo poměrně silná magnetická pole, ale nebyly zde žádné známky meziplanetárních protonů. Ve vzdálenosti 22 zemských poloměrů se sonda dostala do oblasti, kde magnetická pole bylo slabší a nepravidelnější, a kde byl značný tok protonů přicházejících od Slunce. Změny během letu naznačovaly, že sonda letí blízko hranice mezi oběma oblastmi, a že se tato hranice nepravidelně pohybuje. Později se tato hranice stala známou jako magnetopauza.
V pozdějších letech přístroje jeho skupiny a jeho žáků shromáždily cenné a rozsáhlé údaje o plazmatu v celé Sluneční soustavě. V blízkosti Země to bylo v rámci programu Orbiting Geophysical Observatory  (1964–1972, družice OGO 1 a OGO 3) a Explorer 50 (označovaný též IMP 8), vypuštěný 1973 a fungující až do roku 2001. Oblast slunečního větru mnohem později zkoumala družice Wind (vypuštěna 1994, dosud funkční).  Pro výzkum vzdálených oblastí heliosféry byly využity známé družice Voyager 1 a Voyager 2, které odstartovaly v roce 1977 a od té doby míří k hranici Sluneční soustavy.

### Rentgenová astronomie

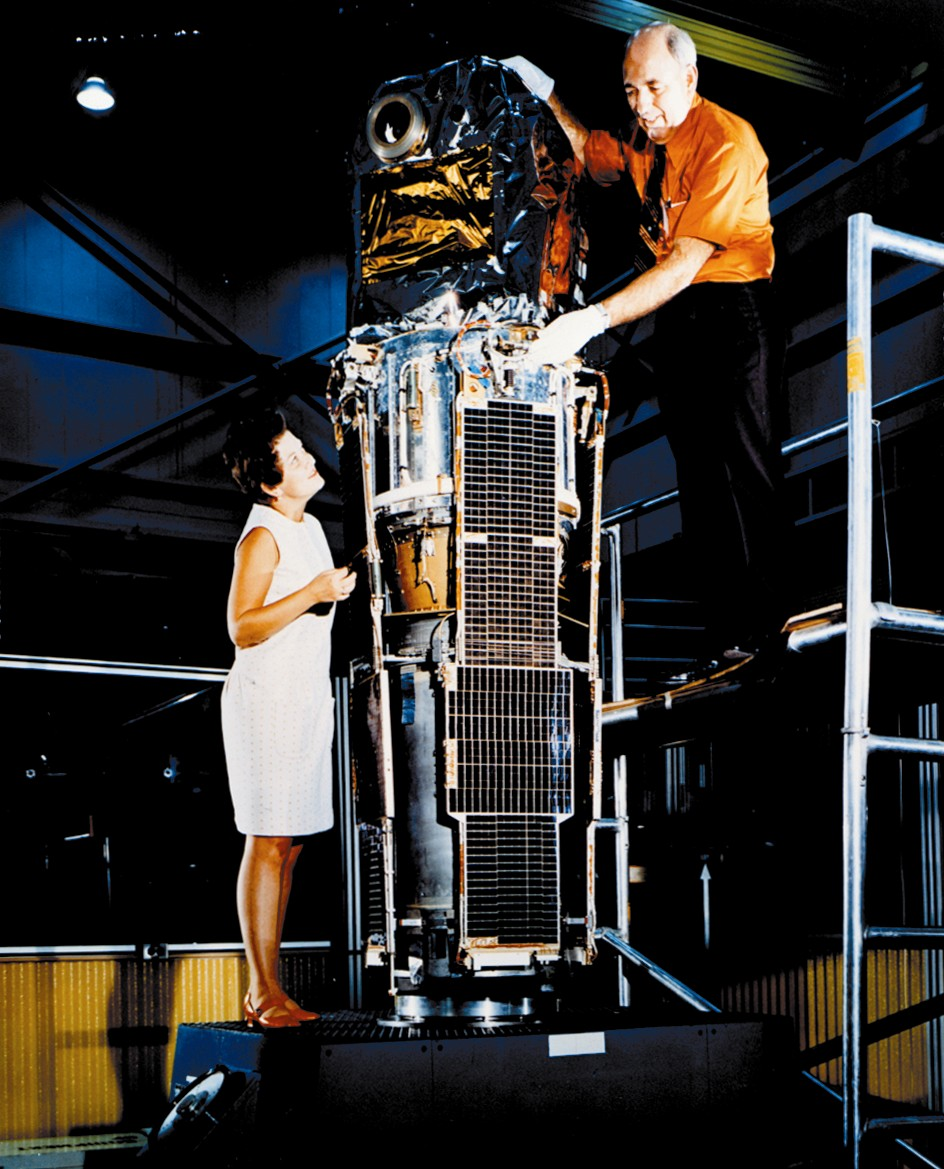
Marjorie Townsendová diskutuje s Brunem Rossim u družice X-ray Explorer během předletových testů v Goddardově kosmickém středisku NASA.

Bruno Rossi patří též mezi průkopníky rentgenové astronomie. Jako konzultant společnosti American Science and Engineering inicioval družicové experimenty, které objevily Scorpius X-1 v souhvězdí Štíra, první zdroj rentgenového záření mimo Sluneční soustavu. 

## Pozdější život
V roce 1966 byl Bruno Rossi na MIT jmenován jako „institute professor“, což je nejvyšší titul, který lze na této univerzitě udělit. Takovýto profesor má na MIT jedinečnou úroveň svobody a flexibility, aby se mohl věnovat svému výzkumu a výuce bez pravidelných jiných povinností na katedře nebo ve škole. Je podřízeni pouze prorektorovi. Tento titul vznikl v roce 1951 a první osobou, které byl udělen, se stal fyzik John C. Slater. Obvykle je na celé univerzitě současně méně než 12 osob s tímto nejvyšším titulem.
Bruno Rossi odešel z MIT do důchodu v roce 1970 (ve věku 65 let). Nicméně ještě v letech 1974–1980 vyučoval v rodné zemi, na Univerzitě v Palermu. V důchodu také napsal řadu monografií a v roce 1990 autobiografii „Moments in the Life of a Scientist“ (Okamžiky v životě vědce), která vyšla v nakladatelství Cambridge University Press (kniha je dostupná též v elektronické verzi). 
Zemřel 21. listopadu 1993 ve věku 88 let ve svém domě v Cambridgi (Massachusetts) na zástavu srdce. Zůstala po něm manželka Nora, dcery Florence a Linda a syn Frank. Byl zpopelněn a jeho popel je uložen v rodné Itálii, na hřbitově u baziliky San Miniato al Monte s výhledem na Florencii a kopec Arcetri.

## Vyznamenání a ocenění

### Ocenění
- Wolfova cena za fyziku (Wolf Prize in Physics) za podíl na rozvoji rentgenové astronomie (1987)[114]
- Národní vyznamenání za vědu (National Medal of Science) (1985)[114]
- Rumford Prize udělovaná Americkou akademií věd a umění za „objevy týkající se povahy a původu kosmického záření“ (1976)[114]
- Elliott Cresson Medal (1974)[114]
- Gold Medal of the Italian Physical Society (Zlatá medaile Italské fyzikální společnosti) (1970)[114]
- Doktor honoris causa univerzit v Palermu, Durhamu a Chicagu[114]

### Vyznamenání
- Zvolen do Americké akademie věd a umění (1948)[115]
- Zvolen do Národní akademie věd Spojených států amerických (1950)[116]
- Zvolen do Americké filozofické společnosti (1959)[117]

### Na počest
- Rossi X-ray Timing Explorer: družicová rentgenová observatoř NASA vypuštěná v roce 1995, určené ke zkoumání kosmických zdrojů rentgenového záření byla pojmenována po Bruno Rossovi.[118]
- Bruno Rossi Prize vznikla v roce 1985 a každoročně ji uděluje High Energy Astrophysics division of the American Astronomical Society (oddělení astrofyziky vysokých energií Americké astronomické společnosti)[119].
- Na MIT je na jeho počest pojmenována katedra fyziky.[120]

## Knihy
- ROSSI, Bruno. High-energy Particles. New York: Prentice-Hall, 1952. Dostupné online. OCLC 289682
- ROSSI, Bruno. Cosmic Rays. New York: McGraw-Hill, 1964. Dostupné online.
- ROSSI, Bruno; S. OLBERT. Introduction to the Physics of Space. New York: McGraw-Hill, 1970.
- ROSSI, Bruno. Moments in the Life of a Scientist. Cambridge: Cambridge University Press, 1990. ISBN 0-521-36439-6.
- ROSSI, Bruno. Optics. Reading, MA: Addison Wesley, 1957.
- ROSSI, Bruno. High-energy cosmic rays. Sci. Am.. 1959, s. 135–46. doi:10.1038/scientificamerican1159-134. PMID 14439229. Bibcode 1959SciAm.201e.134R.